# 관부재판
부산 종군위안부・여자근로정신대 공식사죄 등 청구소송(일본어: 釜山従軍慰安婦・女子勤労挺身隊公式謝罪等請求訴訟 부산죠군이안후죠시킨로테이신타이코시키샤자이토세이큐소쇼[*])통칭 관부재판(일본어: 關釜裁判 칸부사이반[*])은 종군위안부와 조선여자근로정신대에 대한 사죄와 배상을 대한민국 부산광역시의 종군위안부 피해자 3인 및 근로정신대 피해자 총 10인이 1992년에 일본 정부에 요구한 소송이다. 최고재에서 원고 패소가 확정되어 있다.
소송 개요는 다음과 같다.
- 1992년 12월 25일, 야마구치 지방재판소 시모노세키 지부에 제소. (1차) 92.12.25 (2차) 93.12.1 (3차) 94.3.14
- 1998년 4월 27일, 야마구치 지방재판소 시모노세키 지부 판결에서 입법부작위에 의한 국가배상책임에 대해 원고측 주장을 일부 인정(판례번호 헤이세이 4년 와 제349호, 헤이세이 5년 와 제373호, 헤이세이 6년 와 제51호. 판례시보 1642호 24면). 총 90만 엔 지불을 피고측에 명령.
- 2001년 3월 29일, 히로시마 고등재판소에서 시모노세키 지부의 판결을 취소, 원고 소송을 기각(판례번호 헤이세이 10년 네 제278호, 판례시보 1759호 42면, 판례타임즈 1081호 91면). 원고측 판결에 불복해 상고.
- 2003년 3월 25일 최고재판소 제3소법정, 항소 기각. 원고측 패소 확정.

야마구치 지방재판소 시모노세키 지부에서는 다음과 같은 사실을 인정했다. 우선 인정사항 1은 "위안부제도의 실태"이다. 그 실태에는 위안부제도가 존재했고 일본 제국의 국가 및 군 차원의 참여가 있었음, 모집 방법이 감언외포에 의하여 본인 의사에 반하여 모집될 수 있었음, 한반도 출신이 많았음이 포함된다. 그 근거는 1993년 8월 4일 내각관방 내각외정심의실에서 발표한 문서 「종군위안부 문제에 대하여」이다. 인정사항 2는 "위안부 원고들의 피해사실"이다. 여기서는 원고 3인의 출신지와 위안부가 된 경위, 위안소에서의 강요된 상태 등의 사실이 인정되었다. 원고 진술의 신뢰성에 관해서는 “빈곤가정에서 태어나 교육이 충분하지 않을 뿐더러 동 원고들이 모두 고령인 점을 고려하면 그 진술과 공술의 내용이 단편적이고, 시야가 좁고, 자기 신변에만 극히 한정되는 것은 어쩔 수 없다고 할 것이며, 그 구체성의 부족함이 원고들의 진술과 공술의 신뢰성을 훼손할 정도가 아니다”라며 신뢰성이 높다고 판단, 원고측 진술을 모두 채용할 수 있음을 밝혔다.
히로시마 고등재판소에서도 위안소 제도의 실태에 대해 논쟁의 여지가 없음을 인정하고, 각 원고에 대해서도 사실을 인정했다. 하지만 고등재판소는 사실인정만 확정하고 손해배상은 기각했으며 그것이 최고재판소에서 확정되었다.